# Corazziere ferito che abbandona il campo di battaglia
Il Corazziere ferito che abbandona il campo di battaglia è un dipinto a olio su tela realizzato da Jean-Louis-Théodore Géricault, esposto Museo del Louvre di Parigi.

## Descrizione
Il dipinto rappresenta un soldato napoleonico che abbandona il luogo in cui è disputata una battaglia in quanto ferito. Esposto al Salon del 1814, Il quadro è diventato un simbolo della fine del periodo napoleonico. 
Tuttavia la lontananza dal campo di battaglia, la mancanza di ogni espressione di sofferenza nel volto del soldato ferito e l'attenzione tutta rivolta alla perfezione formale denunciano la dipendenza del dipinto dal sistema compositivo neoclassico. 
Un corazziere ferito, posto sotto un cielo ostile di dense nuvole nere e tra i bagliori lontani del fuoco della battaglia, guardingo, con la testa volta all'indietro mentre cerca con gli occhi qualcosa di cui ha timore, scende per un pendio appoggiandosi al fodero della spada. Con la destra tiene il cavallo impaurito di cui frena il movimento.
Il soggetto, ritratto non come eroe, ma come un semplice uomo vinto in guerra che cerca di aver salva la vita, è la rappresentazione della caduta delle certezze e delle grandi aspirazioni napoleoniche, il presagio della fine di un'epoca.

## Imperfezione e vitalità
È stato scritto, in una monografia su Gericault, che l'armonia delle varie parti risulta imperfetta. Il cavaliere  è sproporzionato rispetto alla corporatura epica del cavallo del quale si vede soltanto la testa e sembra non avere il corpo. L'artista fu ancora più severo verso sé stesso asserendo che il cavallo ha una testa di vitello con un grande occhio stupido. In ogni caso, malgrado questi verificabili difetti, nell'insieme l'opera risulta interessante per la sincerità d'esecuzione e per la vitalità che lascia intravedere.